# Villa Tropschuh
Villa Tropschuh (čp. 966) je reprezentativní vilový dům v Kadani. Nalézá se ve Fibichově ulici (dříve Goethova) v předměstské vilové čtvrti dříve známé jako čtvrť Svatovojtěšská. Tvůrcem projektu je kadaňský vilový architekt a stavitel Paul Peter. Projekt vznikl na objednávku Theresie Tropschuh, manželky ředitele kadaňského cukrovaru Wenzela Tropschuh. Stavební práce byly dokončeny v roce 1934.

## Výstavba
Roku 1933 vyhotovil na objednávku Theresie Tropschuh kadaňský vilový architekt a stavitel Paul Peter projekt reprezentativní vily pro dvě rodiny se samostatnou autogaráží a zimní zahradou. V červenci 1934 započaly stavební práce, od realizace zimní zahrady bylo nakonec upuštěno, a novostavba byla tak dokončena a úředně zkolaudována ještě v listopadu téhož roku.

## Majitelé
Stavebnicí a první majitelkou Villy Tropschuh se stala Theresie Tropschuh. Theresie, rozená Engel, pocházela z Dolních Rakous. Narodila se roku 1889 v obci Dürnkrut u Gänserndorfu. V roce 1909 se právě v Gänserndorfu provdala za továrníka Wenzela Tropschuh. Wenzel Tropschuh (1875–1938), rodák z Korozluk na Mostecku, byl váženým ředitelem Cukrovaru Kadaň se sídlem v Prunéřově, obci u Kadaně, která se již za pozdního Rakouska-Uherska stala jakýmsi kadaňským průmyslovým předměstím s více než dvěma tisíci obyvateli. Krátce po svatbě se oba novomanželé přestěhovali do Prunéřova, kde se jim také postupně narodily jejich tři děti: Felix (*1913), Edeltraud (*1915) a Herbert (*1919).
Wenzel Tropschuh zemřel v říjnu 1938, krátce po okupaci severozápadních Čech, které byly záhy zahrnuty do tzv. Říšské župy Sudety v rámci Hitlerova nacionálně-socialistického Německa. V té době již byla jejich dcera Edeltraud provdána do Milžan na Kadaňsku, zatímco synové Felix a Herbert byli v roce 1939 povoláni do wehrmachtu.
Felix Tropschuh, diplomovaný inženýr působící mimo jiné ve městě Halle u Magdeburgu, sloužil v německé armádě v hodnosti kapitána, a sice v tzv. Afrikakorpsu v severní Africe. Někdy v roce 1943 byl zajat a v říjnu téhož roku byl deportován do zajateckého tábora Camp Concordia v americkém Kansasu. Jelikož byl odpůrcem Hitlerovy nacionálně-socialistické ideologie, začal zde spolupracovat s americkými vyšetřovateli. Tehdy byla ve Spojených státech zvažována možnost, že by protinacisticky smýšlející zajatí němečtí vojáci byli odděleni od nacistických válečných fanatiků. Felix Tropschuh se vyznamenal, když správě zajateckého tábora poskytl informace o plánovaném útěku několika nacistických důstojníků, navíc v táboře tajně fungující nacistická buňka vedená agentem gestapa objevila v jeho osobním deníku kritiku Hitlera a nacionálně-socialistické ideologie. Než se vedení tábora rozhodlo pro poskytnutí zvláštní ochrany pro kapitána Felixe Tropschuh, zorganizovala nacistická buňka samozvaný „čestný soud“. Felixe Tropschuh označili za zrádce a defétistu a odsoudili jej k trestu smrti. Dne 18. října 1943 byl spoluvězni odveden do své cely s připravenou židlí a provazem. Zde byl pak, tehdy třicetiletý, Felix Tropschuh donucen k oběšení, aby celý incident vypadal jako sebevražda. Případ vzbudil v USA značnou pozornost. Napsal o něm například New York Herald Tribune a dvě americké novinářky dokonce kontaktovaly Eleanor Roosvelt, manželkou amerického prezidenta, s žádostí, aby situaci zajatců v Camp Concordia vyřešila. Než stačily americké vojenské úřady na situaci zareagovat, došlo ještě mezi německými zajatci k několika podobným incidentům. Po skončení druhé světové války zůstalo několik z protinacisticky smýšlejících německých válečných zajatců v USA a získali zde americké občanství. Oproti tomu rodina Tropschuh, vypovězená z Kadaně roku 1945 během tzv. odsunu Němců z Československa, byla vystavena opovržení německých spoluobčanů, neboť Felix Tropschuh byl vnímán jako zrádce a kolaborant.
Teprve v posledních letech jsou v Německu připomínány osudy vojáků, kteří za druhé světové války buď dezertovali z německé armády, nebo se distancovali od nacistické ideologie a diktatury. Příběh kapitána Felixe Tropschuh dokonce u příležitosti 60. výročí konce války připomenul i prestižní německý deník Der Spiegel.